# Atrapa la bandera
Atrapa la bandera és una pel·lícula d'animació del director Enrique Gato, conegut per dirigir l'èxit en taquilla Les aventures de Tadeu Jones amb guió de Patxi Amezcua, produïda per 4 Cats Pictures i distribuïda per Paramount Pictures. Fou estrenada el 28 d'agost de 2015 i va superar el milió d'espectadors i els 6 milions d'euros de recaptació a Espanya durant la seva tercera setmana en cartellera. La banda sonora, a càrrec de Diego Navarro, compta amb la cançó "Only Love Is Revolutionary" composta i interpretada per The Rebels. Ha estat doblada al català.

## Argument
La pel·lícula conta la història de Mike Goldwing, un jove i valent noi de 12 anys fill i net d'astronautes, la família del qual està separada arran d'un incident que va ocórrer anys enrere. Després d'abandonar el programa Apol·lo en l'últim moment, el seu avi va marxar de casa i no va voler saber res més de la seva família. Per a poder reconciliar a la seva família, Mike haurà d'embarcar-se en un viatge per l'espai per a arribar a la Lluna abans que el malvat Richard Carson i recuperar la bandera americana plantada en 1969 per a poder demostrar que l'home sí que va trepitjar la Lluna. Mike viatjarà al costat del seu testarrut avi, a la seva millor amiga Amy i a un simpàtic camaleó anomenat Igor, mascota del seu millor amic, fins a la Lluna. Des de la Terra, rebrà l'ajuda de tot l'equip de la NASA, inclosa la seva família, i també del seu millor amic Marty, amo d'Igor i inventor d'un munt d'estranys i útils artefactes.

## Veus
| Personatge            | Actor de veu           | Actor de doblatge català |
| --------------------- | ---------------------- | ------------------------ |
| Richard Carson        | Dani Rovira            | José Corbacho            |
| Amy González          | Michelle Jenner        | Michelle Jenner          |
| Mike Goldwing         | Carme Calvell          | Carme Calvell            |
| Marty Farr            | Javier Balas           | Marcel Navarro           |
| Frank Goldwing        | Camilo García          | Ricard Solans            |
| Scott Goldwing        | Toni Mora              | Toni Mora                |
| Samantha Goldwing     | Marta Barbará          | Marta Barbarà            |
| Steve Gigs            | Fernando Cabrera       | Pep Ribas                |
| Bill Gags             | Xavier Cassan          | Cavier Cassan            |
| Igor                  | Oriol Tarragó          | Oriol Tarragó            |
| Jack Farr             | Ramon Canals           | Ramon Canals             |
| Jay Lemmon            | Jordi Royo             | Jordi Royo               |
| Tess Goldwing         | Margarita Cavero       | Margarita Cavero         |
| Presidenta            | Alba Sola              | Alba Solà                |
| Patruller 1           | Juan Miguel Valdivieso | Ramon Hernández          |
| Patruller 2           | Santi Lorenz           | Santi Soler              |
| José / Analista       | Carlos Sianes          | Josep Maria Mas          |
| Ray / Fotògraf        | Cesc Martínez          | Marta Covas              |
| Militar / Ace Grosset | José García Tos        | Eduard Doncos            |
| Gros del bar          | Xavier Martín Alonso   | Jordi Pineda             |

## Recepció
La pel·lícula fou estrenada en 20 cinemes dels Estats Units el 4 de desembre de 2015 i va recaptar $6,690 en tres dies. La pel·lícula va recaptar $12,481,312 a Espanya i $4,178,905 a altres països, el que fa un total de taquilla de $16,660,217. D'altra banda, va rebre una puntuació del 48% a Rotten Tomatoes, basat en 2 3comentaris i una valoració mitjana de 4.9/10. Fou publicada en DVD l'1 de març de 2016.

## Palmarès Cinematogràfic
Premis Platino
| Any  | Categoria                    | Resultat   |
| ---- | ---------------------------- | ---------- |
| 2016 | Millor Pel·lícula d'Animació | Guanyadora |

Medalles del Cercle d'Escriptors Cinematogràfics
| Any  | Categoria                       | Resultat   |
| ---- | ------------------------------- | ---------- |
| 2016 | Millor llargmetratge d'animació | Guanyadora |

Premis Goya
| Any  | Categoria                       | Resultat   |
| ---- | ------------------------------- | ---------- |
| 2016 | Millor llargmetratge d'animació | Guanyadora |